# Füllmenge

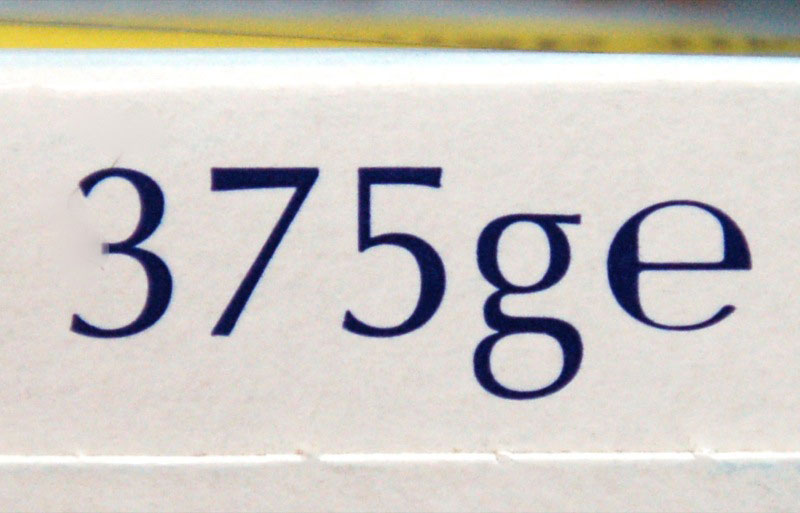
Angabe einer Nennfüllmenge (hier: Nenngewicht in Gramm). Das „e“ hinter der Nennfüllmengenangabe weist darauf hin, dass bei Abweichungen für diese Menge die Toleranzen der Fertigpackungsverordnung eingehalten werden.

Nenngewicht, Abtropfgewicht und, in eckigem Kasten, Randvollvolumen auf einem Gurkenglas

Die Füllmenge einer Fertigpackung ist die in der Verpackung tatsächlich enthaltene Menge eines Guts. Die Nennfüllmenge ist die Menge, die in der Verpackung enthalten sein soll.
Nennfüllmengen müssen in vielen Fällen auf Fertigpackungen angegeben sein. Sie werden in der Regel als Gewicht oder Volumen erfasst, in bestimmten Ausnahmefällen auch als Stückzahl. Man spricht dann auch von Nenngewicht und Nennvolumen. Wenn das Produkt gemäß EU-Vorschriften abgefüllt wurde, kann die Nennfüllmenge mit einem Schätzungszeichen e (℮) gekennzeichnet werden.
Die Füllmenge ist eine Nettomenge, sie gibt in der Regel nur die Menge des verpackten Guts selbst an und umfasst nicht das Gewicht oder Volumen der Verpackung. Eine Ausnahme ist zum Beispiel das Einwickelpapier von Bonbons oder Wurst. Eine Fertigpackung darf auch keine größere Füllmenge vortäuschen, als in ihr tatsächlich enthalten ist, es darf sich also nicht um eine Mogelpackung handeln. Die tatsächlich in einer Fertigpackung enthaltene Menge kann sich im Zeitverlauf ändern, zum Beispiel durch Verdunstung von Flüssigkeiten. Die Füllmenge im Sinn des Eichgesetzes ist konkret die Menge, die die Packung unmittelbar nach der Abfüllung enthält, spätere Verluste bleiben hier also außer Betracht.
Die Füllmenge bezieht sich immer auf eine einzelne Packung. Für mehrere Packungen, zum Beispiel aus einem Los in der Produktion, ist die mittlere Füllmenge als das arithmetische Mittel der einzelnen Füllmengen definiert. Der Gesetzgeber hat Anforderungen sowohl an die einzelnen Füllmengen als auch an mittlere Füllmengen und ihre Kennzeichnung in der Richtlinie 76/211/EWG (Fertigpackungsrichtlinie), im Eichgesetz und der Fertigpackungsverordnung sowie im Lebensmittelrecht definiert.
Die betriebliche Sollfüllmenge bezeichnet den Wert, den ein Betrieb bei der Abfüllung als Soll vorgibt. Um ein gesetzlich verbotenes Unterschreiten der Füllmenge auszuschließen, geben Betriebe oft höhere betriebliche Sollfüllmengen als die Nennfüllmenge vor.
Häufig ist auf Lebensmittelverpackungen noch ein Abtropfgewicht angegeben. Dies ist die Nennfüllmenge abzüglich Flüssigkeiten, in denen das Lebensmittel eingelegt ist. Schließlich ist, vor allem auf Maßbehältnissen wie zum Beispiel Glasbehältern und -flaschen, noch ein Randvollvolumen zu finden. Dieses gibt das Innenvolumen des Behälters bis zu seinem Rand in Zentilitern an. Das Nennvolumen ist in der Regel kleiner als das Randvollvolumen.